# Национальный исторический музей Бразилии
Национальный исторический музей Бразилии (порт. Museu Histórico Nacional) — расположен в городе Рио-де-Жанейро.
Музей был основан в 1922 году, по указу президента Эпитасио Песуа. Ценнейшие экспонаты, посвящённые истории Латинской Америки и, собственно, Бразилии разместились в Сантьяго-Форте.
Сегодня музейный комплекс занимает площадь более 20 тысяч м². Коллекции, хранящиеся здесь насчитывают до 287 тысяч предметов, среди которых: 57 тысяч книг (начиная с XV века); 50 тысяч исторических документов и фотографий; предметы интерьера и быта, живопись, скульптура, украшения, оружие.
С 2014 года пост директора занимает Пауло Кнаусс Мендонса.

## Галерея

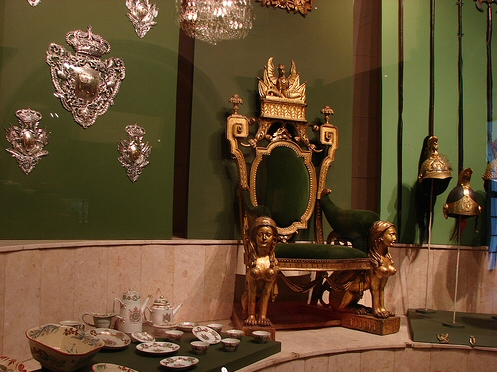
Трон императора Педру II
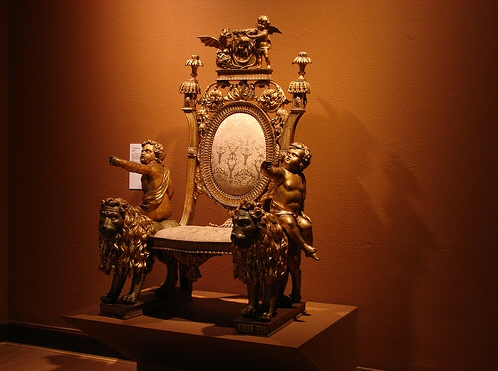
Трон Жуана IV
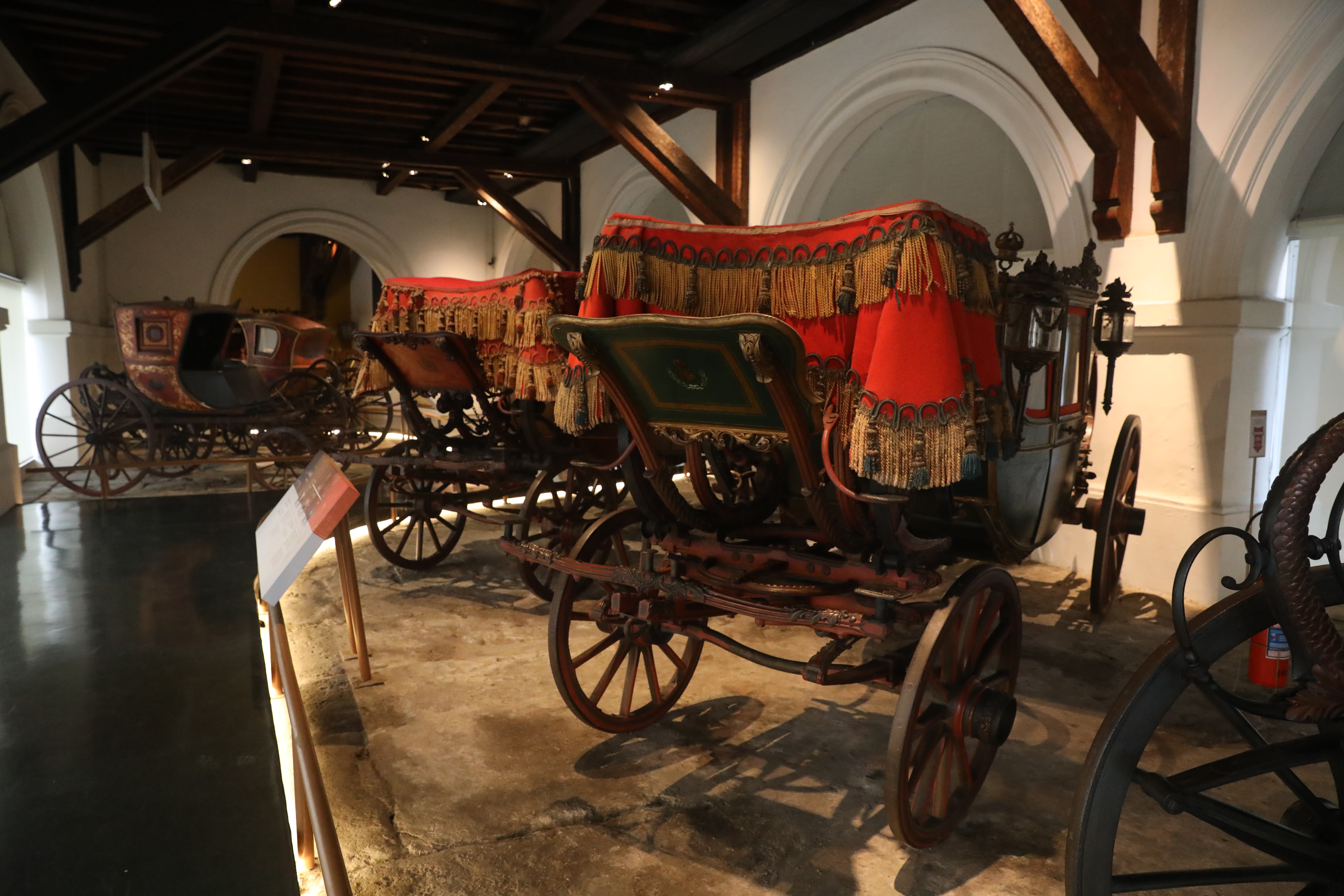
Зал с каретами
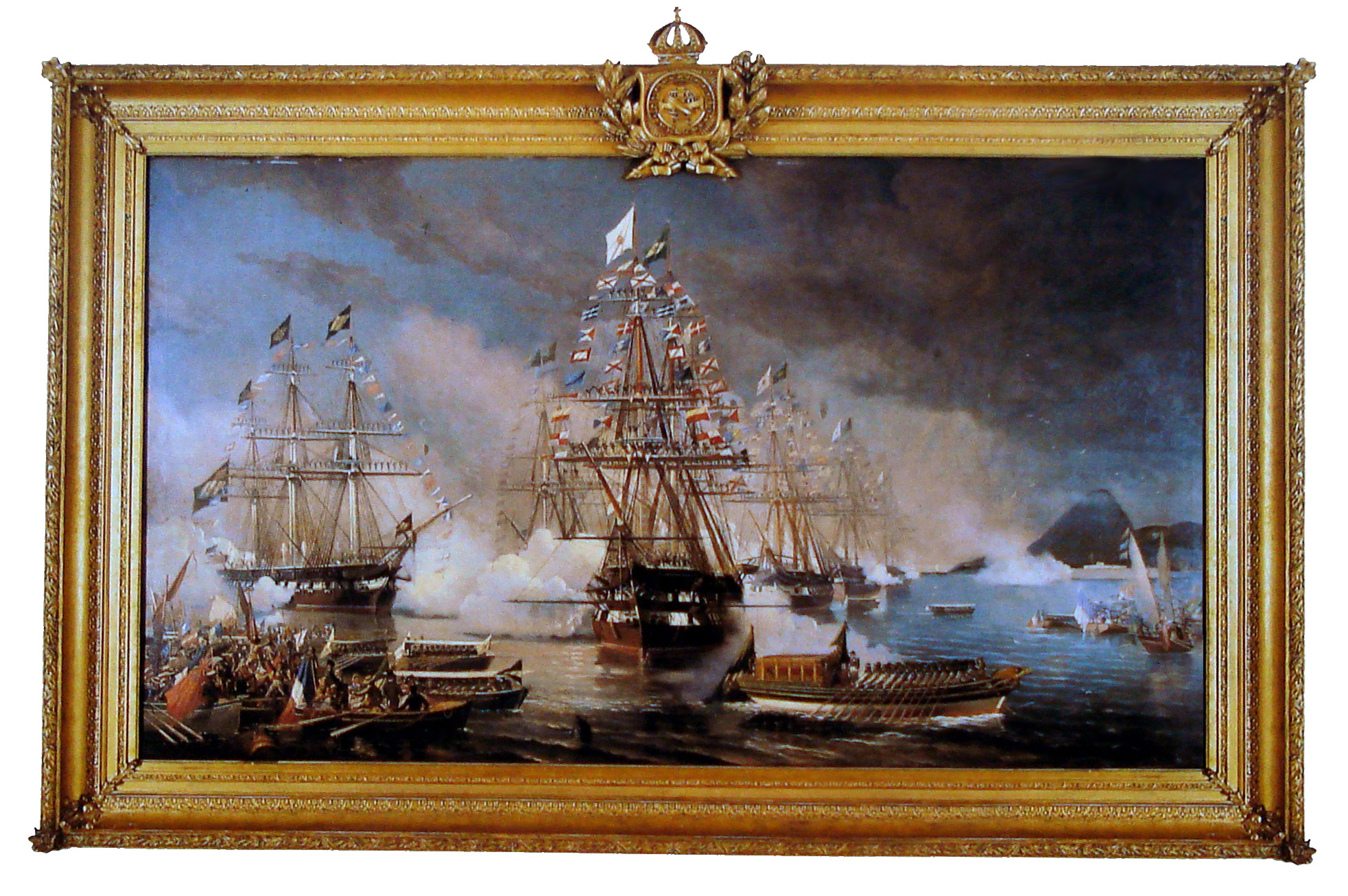
«Фрегат „Конституция“» кисти Эдоардо де Мартино
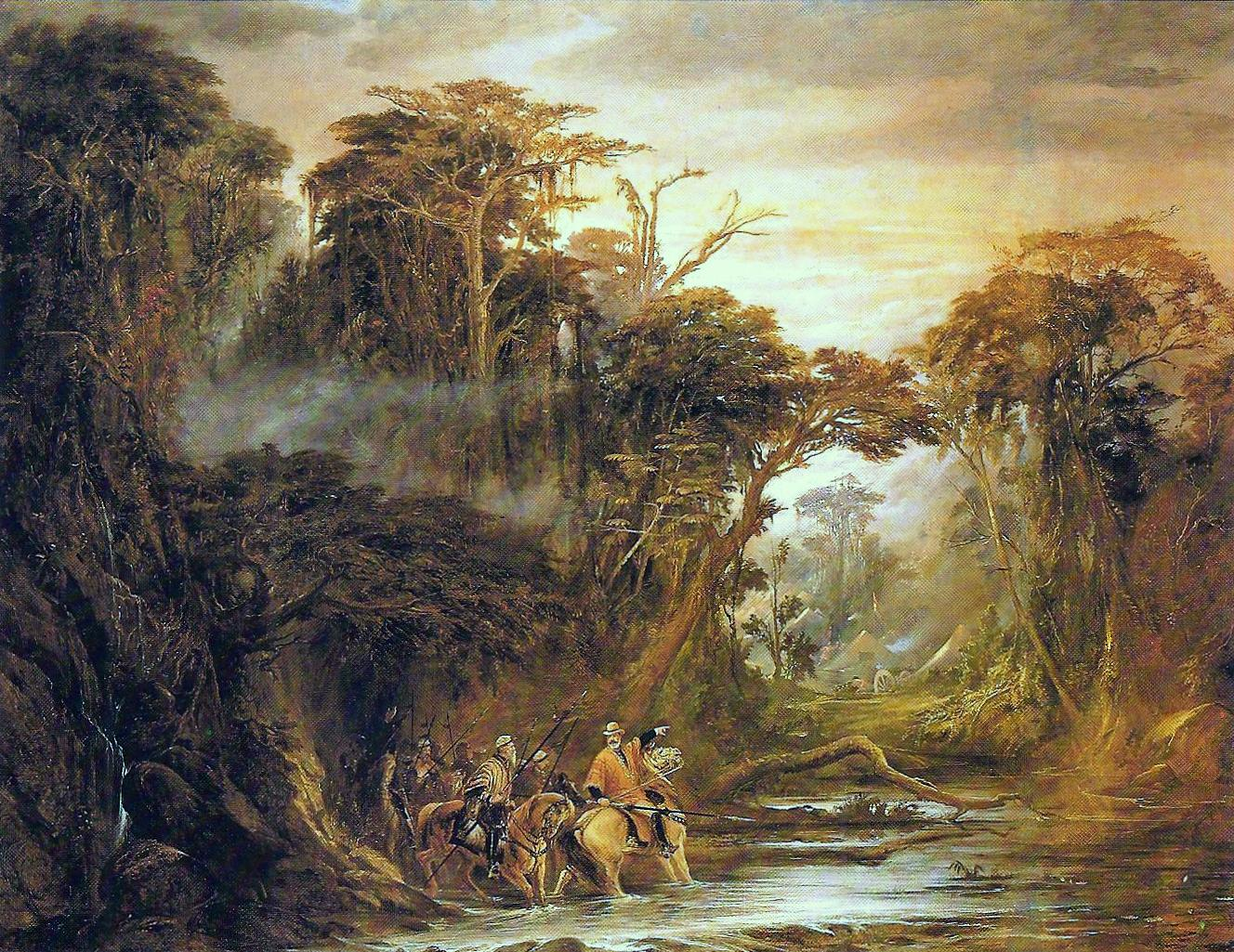
«Дорога на Чако» кисти Педру Америку